# Болниси
Болниси (грузински: ბოლნისი) е град в Долна Картли, Грузия. Разположен е на брега на река Машавера, на около 30 km югозападно от столицата Тбилиси. Към 2014 г. населението на града е 11 600 души.

## История
Селището е основан като Чьорюк-Гемерли. През 1818 г. в селището е основана колонията Катериненфелд от швабски немци. По това време в града е имало лутерански храм. След създаването на Грузинската ССР, селището е преименувано на Люксмбург, в чест на немската комунистка Роза Люксембруг. След като Германия напада СССР през 1941 г. почти всички немци са изселени в Сибир и Казахстан. През 1944 г. е преименувано на Болниси, а през 1967 г. получава статут на град. Останки от немското минало на града оцеляват.
Южно от Болниси се намира най-старият храм в Грузия – Болниския Сион (груз.: ბოლნისის სიონი), построен през 5 век.

## Население
През 1989 г. населението на Болниси възлиза на 15 047 души. През следващите години то намалява, като през 2014 г. жителите са вече 11 600. В миналото в Болниския район са живели много азербайджанци.

## Икономика
Болниси е аграрен град. Развито е винопроизводството, има заводи за консерви, млечни продукти и строителни материали. Близо до града е разположено Маднеулското находище на цветни метали, от което се добива главно медна руда. Градът разполага с жп гара.